# Сперматурія
Сперматурія (грец. σπερμα — «насіння» + латин. -ūria, що походить від грец. οὖρον «сеча») — наявність сперматозоїдів у сечі людини. Зустрічається у всіх хлопців. 
Її можна спостерігати у самців інших видів і вона може бути діагностована у ветеринарії.  Причиною найчастіше є ретроградна еякуляція (потрапляння сперми самця у його власний сечовий міхур). Може бути фізіологічною при сечовипусканні після статевого акту (посткоїтальне сечовипускання).[джерело?]